# Charles Gardiner (1er comte de Blessington)
Charles John Gardiner, 1er comte de Blessington (1782 - 25 mai 1829) est un comte irlandais surtout connu pour son mariage avec Marguerite de Blessington, qu'il épouse à St Mary's, Bryanston Square, Londres, le 16 février 1818 (seulement quatre mois après la mort de son premier mari).

## Biographie
Élu pair représentant (en) en 1809, il est créé comte de Blessington en 1816 et hérite du titre de vicomte Mountjoy en 1829. Il est présent au procès de la reine Caroline 
Après un premier mariage malheureux, Margaret Power est restée près de trois ans avec ses parents, puis déménage à Cahir, en 1809 à Dublin, et de 1809 à 1814 avec une connaissance de Dublin, le capitaine Thomas Jenkins, du 11e dragons légers, avec qui elle noue une relation étroite. C'est lors de son séjour dans le Hampshire qu'elle rencontre Gardiner, de 7 ans son aîné. (La première épouse de Gardiner est décédée peu après 1812, après lui avoir donné deux enfants illégitimes avant leur mariage et deux enfants légitimes, Harriet Gardiner et Luke Wellington Gardiner, vicomte Mountjoy). Jenkins reçoit 10 000 £ de Gardiner pour couvrir les bijoux et les vêtements qu'il avait achetés pour Margaret, achetant son approbation pour le mariage de Gardiner et Power, après quoi elle change son nom pour Marguerite.
En lune de miel en Irlande, ils retournent dans un hôtel particulier récemment loué au 10 St James's Square, à Londres, en 1820  Cette adresse (maintenant la base de Chatham House) est rapidement devenue un centre social, mais leurs dépenses élevées et leurs goûts extravagants, malgré ses revenus annuels de 30000 £ provenant de ses propriétés irlandaises, les laissent tous deux lourdement endettés. Le 25 août 1822, ils partent pour une tournée continentale avec la plus jeune sœur de Marguerite, Mary Anne, 21 ans, et des domestiques. Ils rencontrent le comte d'Orsay (qui est devenu pour la première fois intime de Lady Blessington à Londres en 1821) à Avignon le 20 novembre 1822, avant de s'installer à Gênes pour quatre mois à compter du 31 mars 1823. Là, ils rencontrent Byron à plusieurs reprises, donnant à Lady Blessington du matériel pour ses "Conversations avec Lord Byron".
Après cela, ils s'installent à Naples, passant également du temps à Florence avec leur ami Walter Savage Landor, auteur des " Conversations imaginaires " très admiré par Lady Blessington. C'est en Italie, le 1er décembre 1827, que le comte d'Orsay épouse Harriet Gardiner pour renforcer le lien entre lui et sa belle-mère Lady Blessington. Les Blessington et le nouveau couple s'installent à Paris vers la fin de 1828, à l'hôtel Maréchal Ney, où le comte meurt subitement à quarante-six ans d'une attaque d'Apoplexie en 1829. D'Orsay et sa femme ont ensuite accompagné Lady Blessington en Angleterre, mais le couple s'est rapidement séparé. D'Orsay a vécu avec Lady Blessington jusqu'à sa mort.